# Coenraad van der Voort van Zijp
Coenraad van der Voort van Zijp (Dordrecht, 8 december 1871 - Utrecht, 28 september 1935) was een Nederlandse orthodox-hervormde predikant en politicus voor de Anti-Revolutionaire Partij (ARP).
Van der Voort van Zijp was in 1908 in de Tweede Kamer verkozen en kreeg in 1913 de leiding over de ARP-fractie. Hij had in die functie niet veel gezag en werd in 1919 dan ook vervangen door Victor Henri Rutgers. Hij was voor alles 'marineman', die met liefde over de Nederlandse vloot sprak en thuis een met marineplaten versierde kamer had.
Later werd Van der Voort van Zijp burgemeester van de Utrechtse plattelandsgemeente Maartensdijk. In de jaren 30 kreeg hij nationaalsocialistische sympathieën. Bij zijn begrafenis waren honderden NSB-leden aanwezig alsook een erewacht van deze partij.

## Onderscheidingen
- Ridder in de Orde van de Nederlandse Leeuw (20 augustus 1920)
- Commandeur in de Huisorde van Oranje

- Biografisch Portaal: 60205844
- Parlement.com: vg09llc7cdtr